# Canon EOS R8
Canon EOS R8 — полнокадровый беззеркальный фотоаппарат со сменными объективами, выпущенный в апреле 2023 года. На момент выпуска считался одной из самых доступных полнокадровых камер от Canon. При этом модель R8 частично обладает возможностями фотоаппарата среднего класса Canon EOS R6 Mark II, но собрана в «любительском» корпусе, меньшем по размеру, чем у младшей модели Canon EOS RP.
Фотоаппарат получил награду TIPA 2023 в номинации «лучшая полнокадровая камера продвинутого уровня».

## Технические особенности
Фотоаппарат продаётся как без объектива, так и в комплекте с «китовым» зумом Canon RF 24~50mm f/4,5~6,3 IS STM. В первом случае цена составляет 1499 долларов, а во втором 1699. В качестве датчика изображения использована полнокадровая КМОП-матрица с разрешением 24,2 мегапикселя, такая же, как в модели R6 Mark II. Процессор DIGIC-X также использован в обеих камерах. Одним из главных отличий R8 от старшей модели является отсутствие внутрикамерного стабилизатора изображения, что снижает возможности съёмки при слабом освещении и качество видео, снятого «с рук». 
Ещё одно отличие заключается в упрощённом механическом затворе, обладающем только одной шторкой, закрывающей кадровое окно после срабатывания виртуальной шторки электронного затвора. Максимальная доступная частота съёмки с механическим затвором в результате вдвое ниже, чем у R6 Mark II: 6 кадров в секунду вместо 12. При этом с электронным затвором скорость обеих камер одинакова: до 40 кадров в секунду. Для фокусировки объективов используется система автофокуса Dual Pixel CMOS AF II с распознаванием лиц и фигур людей и животных. Всего в пределах кадра имеется 4897 точек автофокуса.

## Характеристики
- Процессор DIGIC X
- 24,2-мегапиксельный полнокадровый CMOS-сенсор[5]
- Диапазон ISO от 100 до 102 400; с возможностью расширения до 204 800
- Запись 10-битного видео в формате 4K со скоростью до 59.94 кадров в секунду, с поддержкой HDR и профиля C-Log3
- Запись видео с разрешением 1080p со скоростью до 180 кадров в секунду
- Dual Pixel CMOS AF II
- Встроенный Wi-Fi и подключение по Bluetooth